# Nasr-1
Le Nasr-1 est un missile antinavire iranien à courte portée fabriqué localement. Selon les autorités iraniennes, il est capable de se soustraire aux radars, il est en mesure de détruire des cibles de près de 3 000 tonnes, aussi bien des petits navires de guerre que des frégates.

## Caractéristiques
Le missile est constitué d'un corps cylindrique fin et effilé, équipé de 4 ailes repliables en sa partie centrale et 4 plus petites attachées à l'arrière, près de la tuyère du moteur. Il peut être lancé aussi bien depuis des bases à terre que des navires, et il est en cours de modification afin de pouvoir être tiré depuis des hélicoptères ou des sous marins.

## Carrière opérationnelle
En décembre 2008, un navire des forces navales iraniennes teste avec succès un Nasr-1 en tir surface-surface, au cours de l'étape finale de la démonstration militaire Unité-87, dans les eaux du golfe Persique. Peu de temps après, le 7 mars 2010, le ministre de la Défense iranien annonce la mise en route de la production de masse des missiles Nasr-1,.
Début 2012, lors des exercices militaires Velayet-e 90, il fut testé à partir de Tracteurs érecteurs-lanceurs (TEL) basés à terre. Le 10 février 2013, le chef de l'organisation des industries aéronautiques iraniennes annonça que des versions aéroportées du Qader et du Nasr-1 seraient testées dans la semaine suivante.

## Utilisateur
- Iran : Forces armées iraniennes.